# Недетерминиран
Недетерминиран означава неопределен. Когато говорим за крайни автомати, детерминиран ще рече автомат, при който съществува единствен начин от едно състояние да се премине в друго, като това е в сила за всички състояния на дадения автомат. Респективно недетерминиран е онзи автомат, за който горната дефиниция не е в сила.
```
      Недетерминиран: Детерминиран:
```

```
     (q0)-->(q1)-->((q2)) (q0)-->(q1)-->((q2))
     | ^
     |______|
```

Където
```
      (q0)-начално състояние
      (q1)-междинно състояние
      ((q2))-заключително състояние
```